# San Luis de Palenque
San Luis de Palenque é um município do departamento de Casanare, na Colômbia. Com uma população de aproximadamente 6982 habitantes.